# Třída Katori (2016)
Třída Katori je třída hlídkových lodí japonské pobřežní stráže. Mezi jejich úkoly patří ochrana výhradní námořní ekonomické zóny země, potírání pašování, ochrana rybolovu a mise SAR. Plánována je stavba devíti jednotek této třídy. Ve službě jsou od roku 2016.

## Stavba

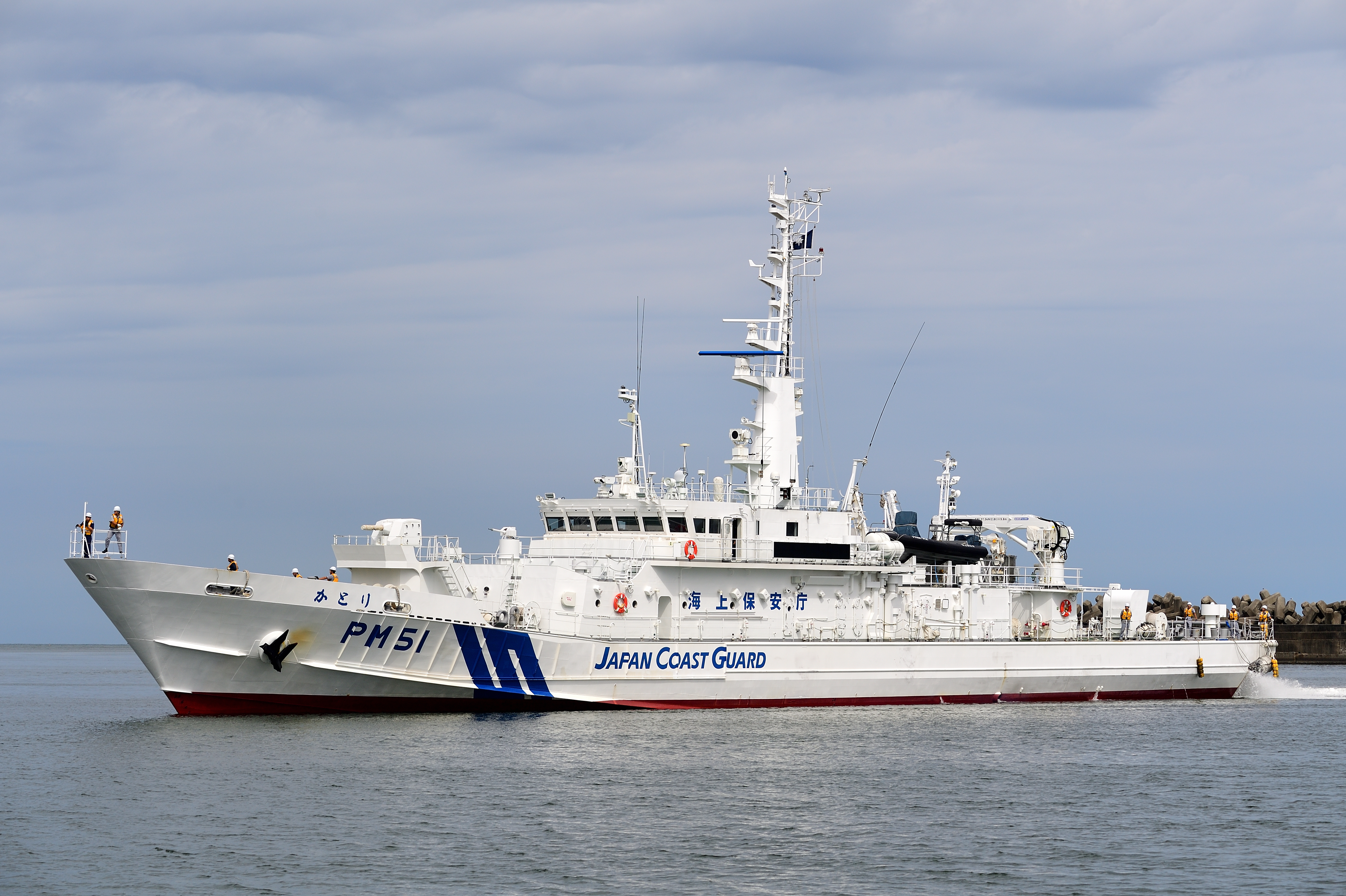
Katori (PM-51)

Stavbu všech jednotek této třídy provádí japonská loděnice Japan Marine United Corporation v Jokohamě. Jako první byla do služby 28. listopadu 2016 přijata hlídková loď Katori.
Jednotky třídy Katori:
| Jméno            | Vstup do služby    | Status  |
| ---------------- | ------------------ | ------- |
| Katori (PM-51)   | 28. listopadu 2016 | aktivní |
| Išikari (PM-52)  | 27. února 2017     | aktivní |
| Tokači (PM-53)   | 29. září 2017      | aktivní |
| Ijo (PM-54)      | 22. listopadu 2017 | aktivní |
| Hitači (PM-55)   | 28. února 2018     | aktivní |
| Kitakami (PM-56) | 28. února 2018     | aktivní |
| Sorači (PM-57)   | 27. září 2018      | aktivní |
| Nacui (PM-58)    | 31. ledna 2019     | aktivní |
| Čitose (PM-59)   | 20. září 2022      | aktivní |

## Konstrukce
Plavidla jsou vyzbrojena jedním rotačním 20mm kanónem JM61-RFS Sea Vulcan na přídi. Dále jsou vybavena rychlými čluny RHIB a záchrannými čluny ze sklolaminátu. Pohonný systém tvoří dva diesely Niigata 16V20FX, každý o výkonu 5000 hp, pohánějící dvojici vodních trysek. Nejvyšší rychlost dosahuje 25 uzlů.